# ماداوالا
ماداوالا (به لاتین: Madawala) یک منطقهٔ مسکونی در سری‌لانکا است که در ناحیه کندی واقع شده‌است.